# 诺娜·阿希雅
诺娜·阿希雅（1928年—2024年7月30日），出生于新加坡，是一位活跃于1940年代至1970年代的马来裔歌手。她也曾担任不少马来舞台剧的幕后歌手，后来与大马国宝级艺人比·南利也有不少合作。
2022年3月9日，阿希雅荣获“新加坡杰出妇女奖”。